# غراجدوري
غراجدوري هي قرية تقع في إقليم ياش في رومانيا وبلغ عدد سكانها 3,110 في عام 2002م.